# (32393) Galinato
2000 QT209 (asteroide 32393) é um asteroide da cintura principal. Possui uma excentricidade de 0.05225630 e uma inclinação de 1.15331º.
Este asteroide foi descoberto no dia 31 de agosto de 2000 por LINEAR em Socorro.